# Salvaguardia económica
La salvaguardia económica es una modalidad de restricción del comercio internacional ante la presencia de un daño o posible daño a un determinado sector de la economía.

## Definición
Las salvaguardas son medidas de emergencia para proteger la industria nacional que se ve amenazada ante el creciente aumento absoluto o relativo de las importaciones. Estas medidas consisten en la restricción temporal de las importaciones que afectan con dañar o causar daño grave al sector nacional los cuales no están preparados para competir con los productos importados.
Las medidas de salvaguardas, a diferencia de las medidas antidumping y las medidas compensatorias, no requieren una determinación de práctica desleal.
El problema de la imposición de salvaguarda surge cuando estas se buscan imponer por razones diferentes a la protección del sector, ante el daño provocado por la mayor importación de productos ya sea en términos absolutos o relativos, por consiguiente, un estudio técnico será de útil importancia con el fin de evaluar consistentemente la situación comercial de un país ante el mercado internacional, analizando si los problemas inmersos en el sector son provocados en verdad por la importación de productos o por problemas de agenda interna, lo que tendría que ver con fallas de apoyo a las políticas de competitividad y desarrollo del sector o problemas de informalidad (debido a la mayor cantidad de importaciones informales), lo cual ocasionan que el daño de las importaciones se magnifique, además de considerarla como causa aparente del perjuicio. 
Los trabajos más recientes que se refieren al análisis de salvaguardias pueden dividirse en dos grandes bloques. Uno de estos enfoques, centra su análisis en el ajuste económico, mientras que el otro enfoque se concentra en el proteccionismo.

## Sustento

### Enfoque del Ajuste Económico
Desde este enfoque la filosofía de las salvaguardas está fundamentada en la necesidad de suavizar el coste del ajuste cuando este se produzca y, también, para afrontar el compromiso de la liberalización del comercio con ciertas garantías de tal forma que, cuando aparezcan problemas en las empresas nacionales, puedan atenuarse las obligaciones o compromisos comerciales. En este sentido se consideran medidas que favorecen los compromisos de liberalización del comercio porque de otra forma los países serían más cautos al momento de firmar un compromiso de apertura de mercado o simplemente no permitirían dicha liberalización.

### Enfoque del Proteccionismo
En este punto se encuentran aportaciones como la de Jhon Jackson en su libro The World Trading System (1989) quien sostiene que en la realidad las salvaguardias tendrían un fundamento proteccionista originado por una presión política y social de corto plazo.
Esta presión estaría compuesta por un lado, por los intereses políticos de contar con un sistema legal con el fin de aliviar las presiones internas( paros, movilizaciones gremiales) que causan las importaciones, contra el interés de limitar lo menos posible el comercio con el fin de contar con los beneficios de la liberalización comercial. Por consiguiente, la única forma de darle continuidad  al proceso de liberalización comercial es otorgarle concesiones proteccionistas de carácter excepcional y temporal, esto sustentado en que si no se hicieran dichas concesiones, el riesgo que se corre de que la presión política quiebre los principios liberales es muy alto, y tanta absolutez amenazaría en forma mucho más comprometedora la estabilidad del proceso de apertura comercial.

## Aplicación de Salvaguardias según la OMC
La aplicación de salvaguardias según las normas de la OMC se impondrán de manera no selectiva, es decir, en régimen de la nación más favorecida; por consiguiente ningún país miembro de la OMC podrá aplicar salvaguardias a las exportaciones de países específicos por él elegidos, es decir se realizara sin hacer discriminación sobre la procedencia de estas.

### Requisitos para la imposición de salvaguardias
1. Aumento de las importaciones.
2. Daño grave o amenaza de daño grave en el sector del país relacionado con los productos importados.
3. Relación causal entre los puntos (1) y (2).